# Phelipanche pulchella
Phelipanche pulchella är en snyltrotsväxtart som först beskrevs av C. A. Meyer, och fick sitt nu gällande namn av Soják. Phelipanche pulchella ingår i släktet Phelipanche och familjen snyltrotsväxter. Inga underarter finns listade i Catalogue of Life.